# Lipsothrix sylvia
Lipsothrix sylvia är en tvåvingeart som först beskrevs av Alexander 1916.  Lipsothrix sylvia ingår i släktet Lipsothrix och familjen småharkrankar. Inga underarter finns listade i Catalogue of Life.